# День авіації
День авіації — професійне свято військових і цивільних авіаторів та працівників авіаційної промисловості і транспорту України. Відзначають щорічно в останню суботу серпня.

## Історія свята
Свято встановлено в Україні «…на підтримку ініціативи авіаторів Збройних Сил України, Прикордонних військ України, Національної гвардії України та працівників авіаційної промисловості і транспорту України…» згідно з Указом Президента України «Про День авіації» від 16 серпня 1993 року № 305/93.